# Arnold, Constable & Co.
Arnold, Constable & Co. war eine Bekleidungsfirma mit Sitz in Paris und New York.

## Geschichte
Die Firma wurde im Jahr 1825 oder 1827 gegründet und trug zunächst den Namen Arnold & Hearn. Gründer waren Aaron Arnold und dessen Neffe George A. Hearn. Sie residierten in New York in der Canal Street. 1842 tat sich Hearn mit seinem Bruder James zusammen. Die beiden firmierten nun als Hearn Bros. am Broadway, während Aaron Arnold mit seinem Schwiegersohn James M. Constable als A. Arnold & Co. weiterarbeitete. 1853 traten sein Sohn Richard Arnold und Joseph P. Baker als Partner in das Geschäft ein. Ab diesem Zeitpunkt nannte die Firma sich Arnold, Constable & Co. 
1856 wurde das Gebäude 307–311 Canal Street erbaut, in das das Geschäft 1862 umzog. Die Firmenadresse wechselte jedoch häufig, ab 1869 wurde Broadway, Fifth Avenue and nineteenth Street angegeben. An diesem Standort verblieb das Geschäft bis 1915.
In den 1880er Jahren gab es einen Skandal um langjährige Angestellte: Herbert Seymour und Henry C. Pedder, der schon als junger Mann für die Firma gearbeitet hatte, wurden des Betrugs überführt. Die Schätzungen über die von Pedder veruntreute Summe bewegten sich zwischen 250 000 und 500 000 Dollar. Pedder hatte sich ein luxuriöses Haus im Queen-Anne-Stil von Henry Hudson Holly in Llewellyn Park in Orange (New Jersey) bauen lassen, das von Pottier & Stymus ausgestattet worden war. In einem Kommentar der New York Times wurde behauptet, die Innenausstattung dieses teuren Heims werde von keinem anderen Wohnsitz im Land übertroffen. Der Wert des Anwesens wurde auf etwa 200 000 Dollar geschätzt. Pedder und seine Frau übergaben, nachdem der Betrug aufgedeckt war, dieses Haus und ihr restliches Eigentum in New Jersey zum symbolischen Preis von einem Dollar an James M. Constable, Richard Arnold, F. A. Constable und Hicks Arnold. Das Anwesen in Orange ging wenig später in den Besitz von Thomas Alva Edison über.
Zum hundertsten Geburtstag der Firma ließ man Ruth Elder und George Haldeman eine Grußbotschaft an die Kleidungsindustrie in Europa und Amerika überbringen. Ihr Flugzeug stürzte jedoch auf diesem Flug ins Meer. Elder und Haldeman wurden von der Besatzung eines Öltankers gerettet.
Arnold, Constable & Co. existierte bis 1975.

## Besondere Produkte und prominente Kundschaft
Im Firmennachlass von Herter Brothers fanden sich zahlreiche Rechnungen von Arnold, Constable & Co.
Neben alltäglicheren Kleidungsstücken gehobener Qualität verfertigte die Firma auch Spezialbekleidung. So stammte etwa ein Fliegerdress von Amelia Earhart von Arnold, Constable & Co.
Zu den Kundinnen von Arnold, Constable & Co. gehörte auch Eleanor Roosevelt.

## Der weiße Bär
Ein Kuriosum ereignete sich um 1905. Arnold, Constable & Co. handelten damals auch mit Eisbärfellen und der Taxidermiespezialist Frederic S. Webster vom Carnegie Museum hatte mit einem Stapel dieser Felle zu tun. Dabei fiel ihm ein Exemplar auf, das er sofort als das Fell einer anderen Bärenart erkannte. Obwohl der Kopf des Tieres erhalten war und die schwarze Farbe der Nase ihn irritierte, glaubte er zunächst den Pelz eines Albino-Schwarzbären vor sich zu haben, stopfte ihn aus, stellte ihn in eine Vitrine und kümmerte sich nicht mehr weiter um ihn. Jahre später beschrieb der Direktor des Zoos in der Bronx, Wm. T. Hornaday, den bis dahin wenig bekannten weißen Ursus kermodei. Es stellte sich heraus, dass der von Webster präparierte Pelz von einem solchen Tier stammte und gegenüber dem Einkäufer von Arnold, Constable & Co. falsch deklariert worden war. Das fälschlicherweise als Eisbärenfell angekaufte Fell wurde zum wahrscheinlich einzigen präparierten Exemplar des Ursus americanus kermodei.